# Jorge Carapinha
Jorge Tomás Godinho Carapinha (* 13. September 1925; † 3. November 1981 im Gefängnis Comarca, Balide, Osttimor), Kampfname Mau-Lelo portugiesischer Postangestellter und osttimoresischer Freiheitskämpfer.

## Werdegang
Der Portugiese Carapinha arbeitete ab 1950 in der Kolonie Portugiesisch-Timor im Postamt im Telegraphen- und Telefonservice. Er engagierte sich in der politischen Bildung der Mitglieder der União Nacional dos Estudantes Timores (UNETIM) und warb für Demokratie und dem Aufbau eines Bildungssystems. Als nach der Nelkenrevolution 1974 in Portugal die ersten Parteien in der Kolonie entstanden, schloss sich Carapinha der Associação Social Democrática Timorense (ASDT) an, die später in FRETILIN umgetauft wurde. Er wurde Vize-Sekretär des Zentralkomitees der FRETILIN (CCF).
Beim Ausbruch des Bürgerkrieg in Osttimor im August 1975 gegen die União Democrática Timorense (UDT) wurden Carapinha, zusammen mit Vicente dos Reis, von der UDT gefangen genommen und in das Gefängnis von Palapasu in Dili gebracht. Als Carapinha wieder freikam, floh er nach Aissirimou und schloss sich wieder der FRETILIN an. Die Partei ging gegen die UDT aus dem Bürgerkrieg siegreich hervor. Am 28. November nahm Carapinha an den Feierlichkeiten der Ausrufung der Unabhängigkeit von Osttimor teil.
Als Indonesien mit der offenen Invasion am 7. Dezember begann, geriet Carapinha erneut in Gefangenschaft. Er wurde gefoltert und kam in das Gefängnis im Tropical-Gebäude (heute steht hier das Hotel Plaza). Einige Tage später wurde er in das Gefängnis Comarca gebracht und erneut gefoltert. Immer wieder wurde er im Shan-Thai-Ho-Gebäude verhört (heute das Gebäude der Western Union). Infolge der Folterungen und der Inhaftierung verstarb Carapinha 1981 und wurde zunächst auf dem Friedhof von Santa Cruz beerdigt.

## Ehrungen
Am 7. Dezember 2019 wurden die sterblichen Überreste von Jorge Carapinha auf dem osttimoresischen Heldenfriedhof in Metinaro bestattet. Carapinha ist der erste Ausländer (auch wenn er nicht als solcher angesehen wird), dem diese Ehre zuteilwurde. Sein Sohn Rui Carapinha wurde am 7. Februar 2020 von Osttimors Staatspräsident Francisco Guterres empfangen. Guterres verglich Carapinha in einer Rede sogar mit Che Guevara, da er für ein Land starb, das nicht sein eigenes gewesen sei.